# Get Spanish
Get Spanish is de vierde hitsingle van De Jeugd van Tegenwoordig, afkomstig van hun derde album De Lachende Derde. Het nummer kwam op 21 mei 2011 uit. Bas Bron is wederom de producent van het gehele album en dus ook dit nummer. De drie leden van groep, Olivier Locadia, Pepijn Lanen en Freddie Tratlehner, bekend onder hun artiestennamen Willie Wartaal, Vieze Fur en P. Fabergé, hebben de teksten geschreven.
In Vlaanderen reikte de single tot een 23e positie in de Ultratop 50.

## Hitnoteringen

### Nederlandse Top 40
| Positie: | 23 | 19 | 17 | 13 | 16 | 20 | 20 | 22 | 28 | 35 | uit |